# روبرت بيركلي
روبرت بيركلي (23 أبريل 1898 في المملكة المتحدة - 28 أغسطس 1969 ببرستل في المملكة المتحدة) (بالإنجليزية: Robert Berkeley)‏ هو لاعب كريكت بريطاني.

## وصلات خارجية
- روبرت بيركلي على موقع إي آس بي آن كريك إنفو (الإنجليزية)